# Wulfsen
Wulfsen ist eine Gemeinde im Landkreis Harburg in Niedersachsen. Sie liegt etwa 30 km südlich von Hamburg.

## Geschichte
Aus der Bronzezeit stammen sechs Hügelgräber am Langenberg. Ein Urnenfriedhof hinter der alten Schule und eine Herdstelle in der Kiesgrube am Rüschweg weisen auf die Besiedlung in der Eisenzeit hin. Das Tal des Aubaches war offenbar siedlungsgünstig.
Die Ausgrabung von 642 spätsächsischen Gräbern mit der Pferdebestattung von Wulfsen aus der Zeit von 700 bis 900 n. Chr. nordöstlich des Dorfes belegt, dass das Gebiet möglicherweise durchgehend besiedelt war. In dieser Zeit erfolgte die Christianisierung durch die Franken. Die Pferdegräber lassen vermuten, dass das heutige Dorf Wulfsen seinen Standort im Bereich der früheren Siedlung hat.
Im Kloster Corvey findet sich die erste urkundliche Erwähnung des Ortes im Zusammenhang mit Uuulfheristorpe, Nianthorpe und Pathihusen. Damit dürften neben Wulfsen auch Nindorf am Walde und Pattensen gemeint sein. Nach dem Abzug der Langobarden um 350 n. Chr. könnte Wulfsen im ersten sächsischen Siedlungszug seinen Namen bekommen haben. Ob ein Lokator wie der legendäre „Ritter Wulf“ der Namensgeber war, ist nicht bekannt. Der Name des Dorfes wandelte sich im Laufe der Jahre von Wulfheristorpe zu Wulferslo und taucht im Landbederegister von 1450 als Wulfersen auf.
Im Zweiten Weltkrieg war Wulfsen ab dem 19. April 1945 britisch besetzt. Durch die Integration der Heimatvertriebenen und Flüchtlinge veränderte sich die bis dahin landwirtschaftlich geprägte Struktur des Ortes. Am 8. August 1946 wurde ein Gemeinderat eingesetzt, der am 28. November 1947 gewählt wurde. Am 1. Juli 1972 wurde Wulfsen Mitgliedsgemeinde der Samtgemeinde Salzhausen.
Politische Zugehörigkeiten
| Bis 1180  | Herzogtum Sachsen |
| bis 1705  | Fürstentum Braunschweig-Lüneburg |
| 1714–1837 | Personalunion zwischen Großbritannien und Hannover von Georg I. bis Wilhelm IV.                                                       |
| 1803–1813 | Commune Wulfsen im Canton Pattensen des Distrikts Lüneburg im Kaiserreich Frankreich (kurzzeitig auch Königreich Westphalen (Jérôme)) |
| 1814–1866 | Königreich Hannover |
| 1866–1918 | Königreich Preußen (ab 1871 im Deutschen Kaiserreich)                                                                                 |
| 1918–1933 | Weimarer Republik |
| 1933–1945 | Drittes Reich |
| 1945–1947 | Zweizonenverwaltung (britische Besatzung)                                                                                             |
| ab 1947   | Niedersachsen |
| ab 1949   | Bundesrepublik Deutschland |

### Einwohnerentwicklung
Wahrscheinlich bestand Wulfsen lange aus 14 Gebäuden, der Mühle und einigen Hirtenwohnungen. 
Zu den ursprünglich sieben Hufen  (Höfen), deren Ackerflächen aus Wald und bereits damals vorhandener Heide gerodet wurden, kamen um 950 die frühen Kötner (Hausnummern 8–14) als Dorfhandwerker und Nebenerwerbslandwirte hinzu. Außerhalb des eigentlichen Bauerndorfes lag die Auemühle (Nr. 19), die möglicherweise mit drei späteren Garstedter Höfen ein eigenes Dorf bildete.
Seit der Christianisierung um 800 mussten die aus der Freiheit in die Hörigkeit (Erbpächter) gezwungenen Ackerbauern und Viehzüchter den zehnten Teil aller pflanzlichen und tierischen Produkte an die Kirche abgeben.
Die Kirchen wurden nach der Missionierung durch Mönche des Klosters Amorbach im Odenwald von 784–804 vom Hauptort Bardowick im Abstand von etwa 18 km (Glockenklangweite und Tagesfahrt) an altbekannten Plätzen mit Fachwerk und Strohdach errichtet.
Die meisten Höfe unterstanden seit 849 dem Bistum Verden, das den Zehnt zwischen 1167 und 1180 der im Neubruch der Elbe gegründeten Kirche zu Kirchwerder schenkte. Erst 1892 wurde diese Pflicht durch eine Barzahlung der Dorfschaft abgelöst. 
Vollständige Einwohnerverzeichnisse liegen aus den Jahren 1594, 1616, 1681 und 1725 (Amtslagerbücher) vor.
Das gesamte Dorf wurde während des  Dreißigjährigen Krieges durch plündernde dänische Soldaten am 21. Juni 1627 zerstört.
1946 lebten in 165 Wohnungen 965 Einwohner, davon mehr als ein Drittel Flüchtlinge und Evakuierte. 1995 hatte Wulfsen 427 bebaute Grundstücke und 1368 Einwohner. Am 31. Dezember 2005 hatte Wulfsen 1668 Einwohner und am 31. Dezember 2020 waren es 1778 Einwohner.

### Schule
Wulfsen und Bahlburg hatten lange Zeit zusammen einen Lehrer. Erst seit 1799 gibt es eine Dorfschule. Das Anwachsen der Bevölkerung zwang zu Schulneubauten. 1876 wurde das alte Gebäude in der Dorfstraße 18 ersetzt. 1938 errichtete man einen Neubau in der Schulstraße. 1964 wurde auf Garstedter Gebiet die Mittelpunktschule eingerichtet. Diese wurde 1967 erweitert und erhielt 1986 eine Sporthalle.

### Wassermühle

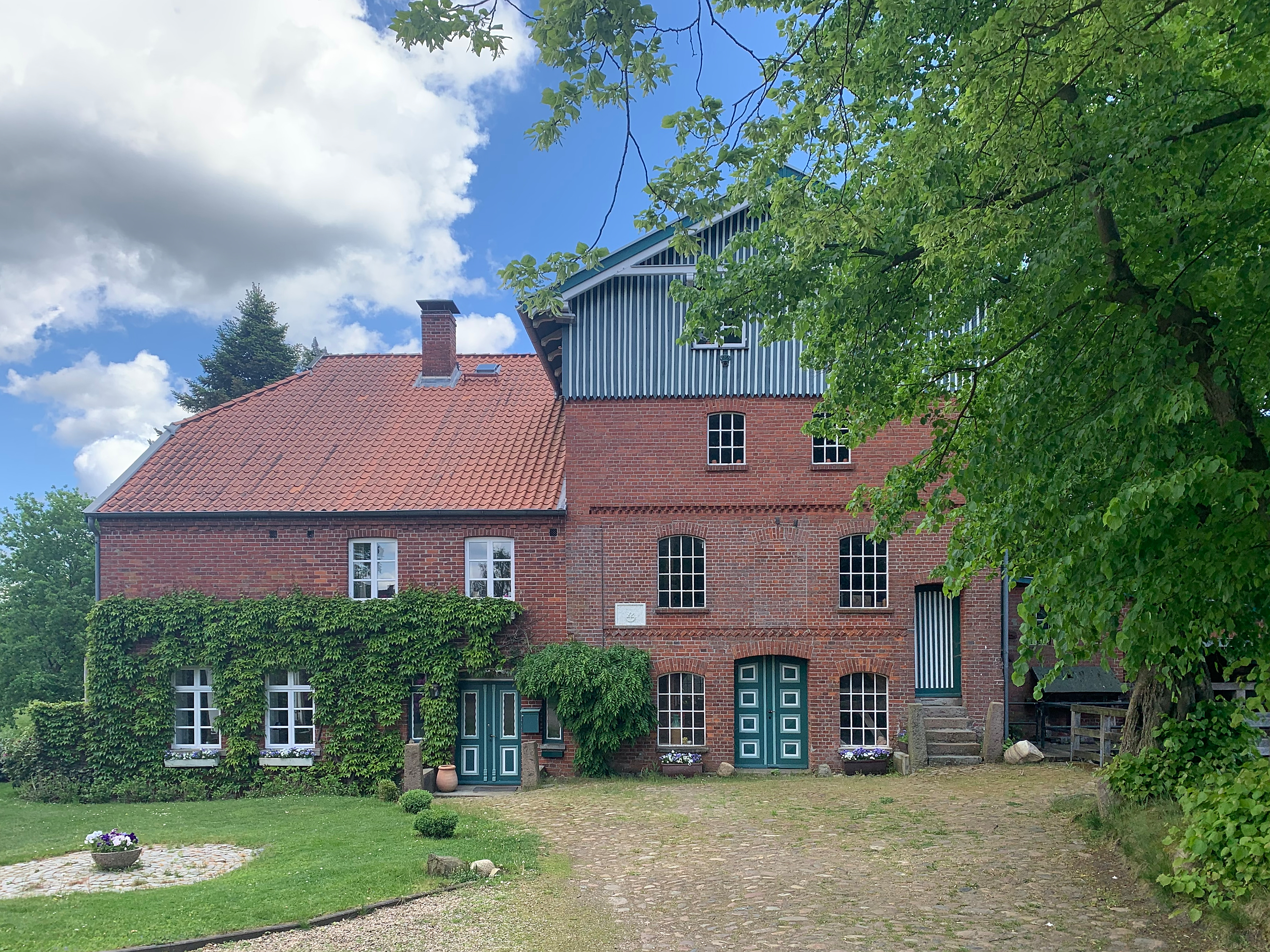
Wassermühle am Aubauch

Die Wassermühle am Aubauch in Wulfsen hatte ein unterschlächtiges Wasserrad. 1305 wurde ein Henricus Molendinus (Heinrich Müller) aus Wulfsen-Mühle Bürger der Hansestadt Lüneburg. Wahrscheinlich gab es schon vorher einen Müller in Wulfsen, aber die Nachnamen entstanden erst um diese Zeit. Weil die erstarkende Territorialmacht Steuern forderte, sind ab 1450 die Müller der Wulfsener Mühle im Landbederegister namentlich aufgeführt.
Im Jahre 1542, als der Fürst von Lüneburg als Obergutsherr die Mühle an einen Lüneburger Salzjunker verlehnt hatte, war Lüdeke Tamken der Pachtmüller. Während er auf seiner zweiten Mühle in Bendestorf weilte, erwürgte Dietrich Schröder aus Groß-Klecken die „Müllersche und ihre Deern“. Da er die erhoffte Beute nicht auf der Hohen Kante fand, durchwühlte er Kisten und Kasten (Schränke und Truhen) und steckte schließlich die Mühle und den dazugehörenden Brinksitz in Brand. Den strengen Gesetzen der Zeit gemäß, wurde er dafür auf dem Landgericht zu Pattensen „gütlich befragt und peinlich verhört“ und auf einstimmigen Beschluss des Umstandes „durch den Strang vom Leben zum Tode befördert“. Zur Abschreckung mussten alle erwachsenen Bewohner des Gerichtsbereichs der Vollstreckung durch den Winsener Scharfrichter auf dem Pattensener Galgenberg beiwohnen. Die Leiche blieb am Galgen hängen, damit auch die Reisenden auf der dicht dabei verlaufenden Heerstraße gemahnt wurden.
Im frühen 17. Jahrhundert waren die Müller Möller dort tätig und nutzten auch die Rechte der Bahlburger Mühle, die im Dreißigjährigen Krieg zerstört worden war. Um 1690 war Heinrich Vick Mühlenpächter zu Wulfsen, Bahlburg und Winsen/Luhe.
Ab 1698 saß die Winsener Müllerfamilie Junge über vier Generationen als Mühlenpächter auf der Auemühle. 1815 wurden die jahrhundertealten Abgaben (Prästanda) von dem aus der Luhmühle stammenden Schwiegersohn Maack abgelöst, und er wurde Erbenzinsmüller. Sein frühester Vorfahr, der 1321 als Müller auf die Ashäuser Mühle kam, hatte seinen Namen vom Herkunftsort Marclevessen (Marxen). Maacks direkte Erben waren dann über weitere vier Generationen bis 1959 Eigentümer der Mühle.
Zunächst wurde auf dem einzigen Mühlenwerk Mehl und Schrot gemahlen, dann Graupen und Grütze geschält, Öl geschlagen, Lohe gestampft und Foilz gebokt. Später wurde ein zweiter Gang eingebaut und schließlich 1895 ein Sägewerk angegliedert. Ab 1909 wurde mit einem Generator für das Dorf Strom erzeugt. 1939 wurde Wulfsen an das Netz der Überlandwerke Nord-Hannover (heute EWE) angeschlossen.
Die Elektrizität förderte die Anlage von privaten Schrotmühlen auf den größeren Höfen. Mit der Gewerbefreiheit fiel auch der Mühlenzwang. Dadurch entstanden rundum viele Windmühlen: Ohlendorf, Brackel, Tangendorf, Garlstorf, Eyendorf. In den 1960er Jahren kam es zum „Mühlensterben“ und auch die Wulfsener Mühle stellte ihren Betrieb ein.

### Flussperlenfischerei
Wulfsen gehörte neben Toppenstedt und Bodenteich bei Uelzen zu den drei Orten in der Lüneburger Heide, in denen eine bedeutende Flussperlenfischerei betrieben wurde. In der Naturkundlichen Chronik Nordwestdeutschlands wird berichtet, dass es schon 1671 eine erste Erwähnung gab, und 1706 aus diesen drei Orten 292 „unreife“ und 295 „reife“ Perlen von den vereidigten Perlenfischern abgeliefert wurden. Die Bestände wurden offenbar kurz danach vernichtet, aber in den Jahren 1840 bis 1870 hatten sie sich wieder erholt, und es gab ein regelrechtes „Perlfieber“. Eine Perle aus Wulfsen soll die englische Krone schmücken.

### Eisenbahn
Ein bedeutendes Ereignis für Wulfsen war die Eröffnung der Bahnstrecke Wittenberge–Buchholz am 31. Dezember 1874. Sie verband Berlin über Wittenberge, Dömitz, Dannenberg (Ost), Lüneburg mit Buchholz und ließ neben dem alten Dorf und der Mühle einen neuen Dorfteil entstehen. Am 20. Juli 1906 kam die Bahnstrecke Winsen–Hützel (zunächst bis Evendorf, ab 1910 bis Hützel) hinzu.
Ein schwerwiegendes Eisenbahnunglück am Bahnübergang in Wulfsen ereignete sich am 4. Juni 1939. Beim Zusammenstoß eines Reisebusses mit einem Zug starben zahlreiche Garstedter Bürger.
Im Zweiten Weltkrieg wurde die Bahnbrücke zerstört und am 7. Juli 1947 durch eine Behelfsbrücke ersetzt.
Am 26. Mai 1974 endete der Personenverkehr auf der Kleinbahn. Die Bahnstrecke wird noch von der Osthannoversche Eisenbahnen AG (OHE) für Gütertransporte genutzt.
Am 26. September 1981 fuhr der letzte fahrplanmäßige Personenzug auf dem Abschnitt Lüneburg–Buchholz. Am 1. Mai 1989 wurde die Strecke stillgelegt und 1999/2000 vollständig ab Abzweigstelle Jesteburg bis Lüneburg demontiert. Die Strecke ist entwidmet und aus dem Verkehrswegeplan entfernt.

## Politik
- CDU: 4
- SPD: 3
- Grüne: 1
- FDP: 1

### Gemeinderat
Der Rat der Gemeinde Wulfsen setzt sich aus 11 Ratsfrauen und Ratsherren zusammen.
|      | CDU | SPD | Grüne | FDP | WfW | WWB | Gesamt   |
| 2021 | 4   | 3   | 1     | 1   | 1   | 1   | 11 Sitze |

Stand: Kommunalwahl am 12. September 2021

## Kultur und Sehenswürdigkeiten

### Bauwerke
Das Sägewerk der Wassermühle war jahrelang eine Außenstelle des Freilichtmuseums Kiekeberg. Nach mehrfachem Besitzerwechsel kann sie jedoch heute nicht mehr besichtigt werden.

### Sport
- TSV Auetal
- Angelgemeinschaft

### Musik
- Singkreis Auetal (Frauenchor)
- MGV Liederkranz (1880 gegründeter Männergesangverein)

### Regelmäßige Veranstaltungen
- Faslam (letztes Wochenende im Januar)
- Osterfeuer (Karsamstag)
- Eichhoffest (2. Samstag im August)